# Edgar Allan García
Edgar Allan García Rivadeneira (Guayaquil, 17 de diciembre de 1958 - 27 de julio de 2025) fue un gestor cultural y escritor ecuatoriano. Tiene publicados 74 libros en los géneros de cuento, poesía, novela, ensayo y literatura infantil-juvenil.

## Carrera literaria
García ha ganado varios premios de su país, como el «Darío Guevara Mayorga» (literatura infantil) en 1995, 1999 y 2003; el premio nacional «Ismael Pérez Pazmiño» (narrativa) en 1997; el premio Bienal de Poesía de «Pichincha» en 2015; el «César Dávila Andrade» (poesía) en 1992 y la Bienal de Poesía de «Cuenca» (en dos oportunidades). 
A nivel internacional, se destaca el premio iberoamericano «Cervantes Chico» en literatura infantil en 2025, el Premio Especial de Literatura Infantil Susaeta (Bogotá) en 1993 y el Premio Especial de Narrativa Plural (México) en 1992. En 2004, ganó un premio de Cuento Histórico otorgado por la Embajada del Ecuador en Japón en honor del bacteriólogo «Hideyo Noguchi», que llevó a García a una gira de un mes por Japón. Además, fue finalista de varias bienales y concursos internacionales de literatura.
Algunas de sus obras han sido publicadas internacionalmente en países como España, Perú, México y Argentina. Algunos de sus cuentos han sido traducidos al francés. Su libro Leyendas del Ecuador se lee en escuelas y colegios, en tanto que su novela juvenil El rey del mundo, fue escogida como parte del programa nacional de lectura de Argentina.
Es parte de múltiples antologías de poesía y cuento, y en 2010 fue incluido en el Gran Diccionario de Autores Latinoamericanos de Literatura Infantil y Juvenil, de Jaime García Padrino 
Es además director del Plan Nacional del Libro y la Lectura José de la Cuadra del Ecuador.
Su formación académica no se limita a la literatura puesto que realizó estudios de Sociología y Ciencias Políticas en la Universidad Católica del Ecuador. Además estudió en la Escuela Sudamericana de Psicología transpersonal de Mendoza-Argentina. También cursó estudios de antropología, inglés, francés, italiano, quichua en la Pontificia Universidad Católica del Ecuador (PUCE). Es por último terapeuta en Biomagnetismo.

## Obras Publicadas
Es autor de ochenta y dos obras, entre ensayos, poemas cuentos, literatura infantil, antologías y letras de canciones. 

### Ensayo
1. Cómo formar un taller de creatividad literaria, 1993 Integral Ediciones, 2004 Kaluz Editores.
2. Abracadabra, estudio sobre la tradición mágica en los juegos. Edición conjunta: Unicef, Embajada de España, Editorial Santillana, 1998.
3. Códigos de lo contemporáneo. En busca de la alteridad. Varios autores. Ediciones Abya-Yala, 1999.
4. Escritores, ni dioses ni demonios. Ediciones Cuadernos de la Casa, CCE, 2003.
5. Esmeraldas: estudio integral sobre «la provincia verde». Maravilloso Ecuador, Círculo de Lectores, Barcelona-España, 2004.
6. Marvelous Ecuador: Guía turística completa del Ecuador, español-inglés. Imprenta Mariscal, 2005.
7. Diccionario de esmeraldeñismos: más de 2000 palabras y expresiones de la cultura esmeraldeña. Editorial El Conejo, 2007.
8. Julio Jaramillo, Ruiseñor de América: Biografía de uno de los iconos de la cultura popular del continente. Editorial Eskeletra, 2007.
9. Poesía Negra: Estudio sobre la presencia en América del pueblo negro, desde antes incluso de la llegada de Colón, seguido de un análisis de la propuesta estética y política de la "poesía negrista" en el Ecuador y el mundo,  complementado con una antología de "poesía negrista" y de la "negritud". Editado por la Campaña Eugenio Espejo, 2014.
10. Quiteñísimos: Estudio y recopilación de las particularidades del habla quiteña, así como de sus personajes, lugares emblemáticos, “huecas” tradicionales y grafitis. 2015.
11. Cómo es la nota: Estudio introductorio y recopilación de las particularidades del habla guayaca, sus personajes e idiosincrasia.
12. La magia de los símbolos: 7 ensayos sobre mitos, símbolos y arquetipos. De la Cuesta Editores, 2022.

### Poesía
1. Sobre los ijares de Rocinante, 1991. Ediciones Trama.
2. Cannabis, 1998. Edición Grupo La Palabra.
3. Crueldad de la memoria, 2009. Editorial El Conejo.
4. El fantasma de Platón, 2011. Sial editores, España.
5. Para este instante, 2013. Oquendo editores, Ecuador.
6. Fractales, 2015.

### Cuento
1. El Encanto de los Bordes, 1997. Manglar Editores.
2. 333 MicroBios, 2011. Rosell Editores. España.
3. Cuentos fríos y calientes. Editorial El Conejo, 2013.
4. Nanocuentos. Editorial Alfaguara, 2015.
5. El usurpador y otros relatos. Editorial Quipu. Argentina, 2018.
6. Babas de caracol. Editorial Quipu. Argentina, 2018.
7. Kviernícolas. Palabras sobre la mesa. Varios autores, 2018.
8. De Sastre. Editorial BGR. España, 2023.

### Literatura infantil y juvenil
1. Rebululú, 1995.  Editorial El Conejo.
2. Patatús.  Edición del autor, 1996.
3. Cazadores de sueños. Editorial Libresa, 1999.
4. Leyendas del Ecuador. Ediciones Alfaguara, 2000. Sexta edición 2004.
5. Palabrujas. Editorial Alfaguara Ecuador, 2002. Alfaguara México 2008.
6. El país de los juguetes. Editorial Alfaguara (Ecuador), 2003; (Colombia), 2006.
7. Cuentos mágicos. Editorial Norma, 2003.
8. Kikirimiau. Editorial Normal, 2004.
9. 3 Magical Legends from Ecuador.  Edición propia, 2004.
10. Historias espectrales. Editorial Alfaguara, 2006.
11. El Rey del Mundo. Editorial Norma, 2006.
12. Sumak Sara y el dios Inti. Ediciones Girándula, 2007.
13. La ballena que quizá quería morir. Ediciones Girándula, 2008.
14. Los sueños de Avelina. Editorial Alfaguara, 2009.
15. La inmensidad del amor. Ediciones Girándula, 2009.
16. Cuentos de Navidad para todo el año. Editorial Norma, 2009.
17. El vampiro Vladimiro. Editorial Norma, 2010.
18. El arco iris de Carlitos y Diakisoi (varios autores) Versión digital. Caracola Editores, 2011.
19. Fábulas vueltas a contar. Editorial Alfaguara, 2011.
20. La serpiente de siete cabezas. Ediciones Girándula, 2011.
21. Orejas de palo y otras historias (En torno a la obra de Joaquín Pinto) Edición Museo de la Ciudad, 2012.
22. Pobre diablo. Edición Girándula, 2012.
23. Cuentos capitales (varios autores). Editorial Santillana, Perú, 2012.
24. Amo a mi mamá. Cuentos en torno a la madre. Varios autores. Editorial Santillana, 2013.
25. El regreso del Vampiro Vladimiro. Editorial Norma, 2013.
26. Locos por el fútbol. Edición Girándula. 2013.
27. Cuentos del tío Tigre, tío Conejo y Juan Bobo. Editorial Alfaguara, 2013.
28. Leyendas del Ecuador, segunda parte. Editorial Alfaguara, 2014.
29. Cuentos desde la cancha (varios autores). Editorial Planeta, Perú, 2014
30. De la A a la Z Ecuador. Editorial Everest, España, 2014.
31. La hormiga Chua. Edición V Maratón del Cuento y las Artes, Cuenca 2014.
32. Te quiero muu, dijo la vaca. Editorial Norma. 2015.
33. Ciudades mágicas del Ecuador. Editorial SM. 2015.
34. Cuentos de chocolate. Varios autores. Manthra editores, 2015.
35. Historias maravillosas. Editorial Don Bosco, 2023.

### Antologías
1. El Libro del Buenhumor. Ediciones Cyba, 1993.
2. La Magia de la Lectura 1. Editorial Santillana, 1996-1997.
3. La Magia de la Lectura 2. Editorial Santillana, 1996-1997.
4. La Magia de la Lectura 3. Editorial Santillana, 1996-1997.
5. La Magia de la Lectura 4. Editorial Santillana, 1996-1997.
6. La Magia de la Lectura 5. Editorial Santillana, 1996-1997.
7. La Magia de la Lectura 6. Editorial Santillana, 1996-1997.
8. Poesía del Libre Amor. Antología Universal. Campaña de lectura Eugenio Espejo, 2009.
9. Poesía del Libre Amor. Antología ecuatoriana. Campaña de lectura Eugenio Espejo, 2009.
10. Antología poética española y ecuatoriana contemporánea. Editorial El Conejo (Ecuador), Arrebato Libros (España), 2010.
11. Infantasía I. Antología de literatura infantil ecuatoriana. Campaña de lectura E. Espejo, 2010.
12. Infantasía II. Antología de literatura infantil ecuatoriana. Campaña de lectura E. Espejo, 2010.
13. Yo y mi sangre. La poesía de Antonio Preciado. Estudio introductorio y antología. Campaña Espejo. 2015.

## Premios
Premios Nacionales:
- Premio Nacional, Centro Internacional de Estudios Poéticos del Ecuador, 1976.
- Premio Universitario de poesía, Pablo Palacio, PUCE, 1980.
- Premio Universitario de Cuento, Pablo Palacio, PUCE, 1980.
- Premio I Bienal de Poesía, César Dávila Andrade, 1992.
- Premio Nacional de Literatura Infantil, Darío Guevara, 1995.
- Premio Nacional de Narrativa, Ismael Pérez Pazmiño, 1997.
- Premio IV Bienal de Poesía, Ciudad de Cuenca, 1998.
- Premio Nacional de Literatura Infantil, Darío Guevara, 1999.
- Premio Nacional de Literatura Infantil, Darío Guevara, 2003.
- Mención Premio Nacional de Literatura Infantil, Darío Guevara, 2004.
- Premio Nacional de Cuento Histórico, Hideyo Noguchi. Embajadas de Ecuador en Japón y Japón en Ecuador, 2005.
- Premio Nacional de Literatura Infantil, Darío Guevara, 2013.
- Premio Bienal de poesía “Pichincha”, 2016.

Premios Internacionales: 
- Premio Especial de Narrativa, Plural. México, 1992.
- Premio Especial de Literatura Infantil, Susaeta. Bogotá, 1993.
- Finalista I Bienal Internacional de Literatura Infantil, Julio Coba. Quito, 1999.
- Primer Premio Internacional de Narrativa, Mantra. Buenos Aires, Argentina,1999.
- Primera Mención Pablo Neruda. Narrativa, Fundación de Poetas. Argentina, 1999.
- Premio Certamen Internacional de poesía “Eloísa Pérez de Pastorini”. Uruguay, 2009.
- Finalista Premio Internacional de Microcuento “La Palabra”. España, 2010.
- Finalista Premio Internacional de Poesía Fantástica. España, 2010.
- Premio Internacional de Cuento. Colombia, 2010.
- Premio Iberoamericano de Literatura Infantil XXIX Cervantes Chico. Alcalá de Henares, España, 2025.

- Fragmentos de la obra “Kikirimiau” han sido publicados por el Ministerio de Educación de Argentina en una antología mundial de literatura infantil destinado a los niños y jóvenes. La antología fue elaborada por la fundación Mempo Giardineli.
- La novela “El rey del mundo” (editorial Norma) fue escogida por el ministerio de educación de Argentina, siguiendo las sugerencias de un grupo internacional de expertos en este tema, como parte del programa nacional de lectura.